# 바이올렛 브라운
바이올렛 브라운(Violet Brown, 1900년 3월 10일 – 2017년 9월 15일)은 자메이카의 슈퍼센티네리언으로, 2017년 4월 15일 엠마 모라노가 사망한 후 2017년 4월 15일 사망할 때까지 5개월 동안 세계에서 가장 오래 산 것(2017년 9월 15일 당시 117년 189일)으로 확인된 생존자였다. 일본의 나비 다지마와 함께 19세기에 태어난 것으로 알려진 마지막 두 사람 중 한 명이었다.
| 이전 엠마 모라노 | 세계최고령자 2017년 4월 15일~2017년 9월 15일 | 이후 다지마 나비 |

## 같이 보기
- 최장수인